# Марильяно
Марильяно (італ. Marigliano, сиц. Marigghianu) — муніципалітет в Італії, у регіоні Кампанія,  метрополійне місто Неаполь.
Марильяно розташоване на відстані близько 200 км на південний схід від Рима, 21 км на північний схід від Неаполя.
Населення — 30 149 осіб (2014).
Щорічний фестиваль відбувається 20 січня. Покровитель — San Sebastiano.

## Демографія
Населення за роками:

Станом на 1 січня 2023 року в муніципалітеті офіційно проживали 1042 іноземці з 46 країн, серед них 219 громадян країн Євросоюзу та 434 громадяни України.

## Сусідні муніципалітети
- Ачерра
- Брушано
- Марильянелла
- Нола
- Сан-Віталіано
- Шишано
- Сомма-Везув'яна